# Christian Speer
Christian Speer (* 1975 in Görlitz) ist ein deutscher Historiker, wissenschaftlicher Mitarbeiter und Autor. Er ist Vorsitzender des Vereins für Geschichte und Alterthum Schlesiens, Vorstandsmitglied der Carl Heinrich von Heineken-Gesellschaft und Ratsmitglied der Stiftung Kulturwerk Schlesien.

## Leben
Speer studierte von 1996 bis 2003 Mittelalterliche Geschichte, Alte Geschichte und Kunstgeschichte an der Technischen Universität Dresden und der Università degli studi di Roma III und schloss das Studium mit einem Magister Artium ab.
Im Jahr 2004 war er Angestellter am sächsischen Landesamt für Archäologie in Dresden und begann seine wissenschaftliche Mitarbeit am Max-Planck-Institut in Göttingen, die bis 2008 andauern sollte. Ende 2005 war er Gastwissenschaftler am Italienisch-Deutschen Historischen Institut in Trient und in der ersten Jahreshälfte 2006 Gastwissenschaftler am Department of History der University of California in Berkeley.
Von 2008 bis 2010 oder 2011 (2010 endete das Projekt, bis 2011 habe er mitgearbeitet) beteiligte er sich als wissenschaftlicher Mitarbeiter an einem, von der Deutschen Forschungsgemeinschaft unterstützten Projekt (DFG-Projekt) zur Aufarbeitung der Handschriften und Drucke Georg Rörers, das von der Thüringer Universitäts- und Landesbibliothek Jena und dem Lehrstuhl für Kirchengeschichte der Friedrich-Schiller-Universität Jena gemeinschaftlich durchgeführt wurde.
Er promovierte 2009 an der Universität Regensburg. Der Titel seiner Dissertation war Frömmigkeit und Politik. Städtische Eliten in Görlitz zwischen 1300 und 1550.
Dabei entdeckte er in einigen Büchern Makulatureinbände, bei denen er vermutete, dass es sich um alte Rechtstexte und einen Kommentar zum Sachsenspiegel handelte. Zur Überprüfung schickte er Fotos der Einbände an den Handschriftenforscher Ulrich-Dieter Oppitz aus Neu-Ulm, der ihm seine These bestätigte und noch weitere Fragmente des Sachsenspiegels im Ratsarchiv Görlitz mithilfe des Ratsarchivars Siegfried Hoche fand. Die Texte wurden von Nikolaus Wurm verfasst, der um 1400 im Görlitzer Rathaus arbeitete. Oppitz veröffentlichte die Entdeckung in der Zeitschrift Neues Archiv für Sächsische Geschichte und gab sie an einen Experten für Sachsenspiegelglossen an der Sächsischen Akademie der Wissenschaften in Leipzig weiter.
2011–2014 war er wissenschaftlicher Mitarbeiter beim DFG-Projekt „Index Librorum Civitatum“ (ILC) zur Erfassung der mittelalterlichen und frühneuzeitlichen Stadtbücher. 2014–2016 war er Mitarbeiter beim DFG-Projekt „Kritische Gesamtausgabe der Schriften und Briefe Andreas Bodensteins von Karlstadt“, seit 2016 ist er wiederum Mitarbeiter beim ILC, wo er wissenschaftlicher Koordinator und stellvertretender Projektleiter (Projektleiter ist Andreas Ranft) ist.

## Mitgliedschaften
Speer ist Mitglied der Historischen Kommission für Schlesien, Mitglied des Stiftungsrats und Kuratoriums der Stiftung Kulturwerk Schlesien, erster Vorsitzender des Vereins für Geschichte Schlesiens, Schatzmeister der Carl Heinrich von Heineken-Gesellschaft, Mitglied des Verbandes der Historiker und Historikerinnen Deutschlands, Mitglied des Vereins der Freunde der städtischen Sammlungen für Geschichte und Kultur Görlitz.

## Schriften (Auswahl)
- My Dear Mac. Three Letters by Ambrose Bierce. (Edition and comment), Berkeley 2006. (Co-Autor: Peter Koch u. a.)
- Frömmigkeit und Politik. Städtische Eliten in Görlitz zwischen 1300 und 1550. (= Hallische Beiträge zur Geschichte des Mittelalters und der Frühen Neuzeit 8). Akademie, Berlin 2011.
- Hrsg. mit Stefan Michel: Georg Rörer (1492–1557). Der Chronist der Wittenberger Reformation. (= Leucorea-Studien zur Geschichte der Reformation und der Lutherischen Orthodoxie 15), Evangelische Verlagsanstalt, Leipzig 2012.
- Hrsg. mit Thomas Napp: Musik und Konfessionskulturen in der Oberlausitz der Frühen Neuzeit. (= Neues Lausitzisches Magazin, Beiheft 12), Verlag Gunter Oettel, Görlitz/Zittau 2013.
- Reformation und Politik. die Ereignisse der Reformationszeit und deren Folgen bis zur Gegenwart aus der Perspektive der Konventstadt Löbau. Ev.-Luth. St.-Nikolai-Kirchgemeinde Löbau, Löbau 2014.
- Hrsg. mit Krzysztof Fokt und Maciej Mikuła: Liber Vetustissimus Gorlicensis. Das älteste Görlitzer Stadtbuch/Najstarsza księga miejska zgorzelecka. 1305–1416 (1423). Edition und Kommentar, Teil 1/Edycja i komentarz, część 1: 1305–1343, Nr. 1–1768. (= Fontes Iuris Polonici. Prawo Miejskie 5), Krakau/Görlitz 2017.
- Hrsg. mit Krzysztof Fokt und Maciej Mikuła: Liber Vetustissimus Gorlicensis. Das älteste Görlitzer Stadtbuch/Najstarsza księga miejska zgorzelecka. 1305–1416 (1423). Edition und Kommentar, Teil 2/Edycja i komentarz, część 2: 1343–1389, Nr. 1769–6284. (Fontes Iuris Polonici. Prawo Miejskie 6), Krakau/Görlitz 2018.
- Hrsg. mit Krzysztof Fokt und Maciej Mikuła: Liber Vetustissimus Gorlicensis. Das älteste Görlitzer Stadtbuch/Najstarsza księga miejska zgorzelecka. 1305–1416. Edition und Kommentar, Teil 3/Edycja i komentarz, część 3: 1390–1416, Nr. 6285–8888. (Fontes Iuris Polonici. Prawo Miejskie 7), Krakau/Görlitz 2020.